# Хохлов, Анатолий Михайлович
Анатолий Михайлович Хохлов (укр. Анатолій Михайлович Хохлов; 8 июня 1938 — 16 января 2025) — советский и украинский учёный в области селекции свиней, профессор, доктор сельскохозяйственных наук, академик УАН.

## Биография
Родился в с. Высокое Прохоровского района Белгородской области. Учился в школах с. Высокое, Гусек-Погореловка и Александровка. В 1960 году окончил Харьковский зооветеринарный институт.
В 1960—1962 годах главный зоотехник, с октября 1962 по 1963 год директор Белгородской государственной племенной станции (поселок Майское).
С марта 1963 по 1966 год аспирант кафедры разведения и генетики животных Харьковского зооветеринарного института, защитил диссертацию на тему «Изучение результатов скрещивания свиней крупной белой породы и ландрас при разном уровне протеинового питания».
Работал на той же кафедре: ассистент, с 1968 года доцент, в 1977—1980 годах заместитель декана, декан Зооинженерного факультета.
С марта 1980 по 1992 год председатель Дергачёвского райисполкома. С апреля 1992 по 1994 год глава Дергачёвской районной администрации.
С сентября 1994 года доцент кафедры разведения и генетики сельскохозяйственных животных Харьковского зооветеринарного института (в 1997—1998 годах по совместительству, основная работа — начальник управления сельского хозяйства и продовольствия Дергачёвской районной администрации).
С 2001 года профессор той же кафедры, одновременно в 2001—2014 годах проректор по воспитательной работе.
В 2007 году защитил докторскую диссертацию:
- Теоретическое обоснование процесса доместикации, селекционно-генетический и технологический мониторинг в свиноводстве : диссертация … доктора сельскохозяйственных наук : 06.02.01. — Харьков, 2006. — 467 с. : ил. + Прил. (80 с.: ил.).

С 2008 года профессор, в 2012 году заведующий кафедрой генетики, селекции и биотехнологии. В 2013 году заведующий кафедрой прикладной биологии, водных биоресурсов и охотничьего хозяйства им. профессора О. С. Тертышный. С 2014 года заведующий кафедрой генетики, разведения и селекционных технологий.
В 2016 году избран действительным членом Украинской академии наук.
С 2021 года профессор кафедры генетики, разведения и селекционных технологий в животноводстве Государственного биотехнологического университета.
Автор более 500 научных работ, в том числе учебников, учебных пособий и монографий.
Отличник аграрного образования и науки III степени (2003), II степени (2008), I степени (2011). Награждён орденом «Знак Почёта» (1986) и медалью «Ветеран труда» (1986).
Умер 16 января 2025 года в возрасте 86 лет.
Сочинения:
- Дикие и домашние свиньи / В. И. Герасимов, Д. И. Барановский, А. М. Хохлов, В. М. Нагаевич, В. П. Рыбалко, Ю. В. Засуха, Г. С. Походня, Т. Н. Данилова, Е. В. Пронь, А. И. Чалый, Н. Н. Жерноклеев, Е. Д. Барановский, Л. А. Тарасенко, В. Ф. Андрийчук. — Харьков: Эспада, 2009. — 240 с.
- Генетичний моніторинг доместикації свиней: навч. посіб. [для вищ. навч. закл.] / А. М. Хохлов. — Х. : Еспада, 2004. — 126 с : іл.
- Биометрия в MS Excel: учебное пособие / Е. Я. Лебедько, А. М. Хохлов, Д. И. Барановский, О. М. Гетманец. — 2-е изд., стер. — Санкт-Петербург: Лань, 2020. — 172 с. — ISBN 978-5-8114-4905-7.
- Синтез наследственных качеств при гибридизации в свиноводстве / А. М. Хохлов, Д. И. Барановский, В. И. Герасимов // Актуальные проблемы интенсивного развития животноводства : материалы 10-й международной научно-практической конференции. — Горки, 2007. — С. 130—134